# بخش مظفرنگر
بخش مظفرنگر (به انگلیسی: Muzaffarnagar district) یک منطقهٔ مسکونی در هند است که در Saharanpur division واقع شده‌است. بخش مظفرنگر ۲٬۹۹۱ کیلومتر مربع مساحت و ۴٬۱۴۳٬۵۱۲ نفر جمعیت دارد.